# Джованні Баттіста Тревано
Джова́нні Трева́но  (італ. Giovanni Trevano, помер у Кракові в 1642 році) був архітектором, будівельником і слугою Сигізмунда ІІІ Вази, одним із найвидатніших художників бароко, що діяли в Речі Посполитій у першій половині XVII століття.

## Життєпис

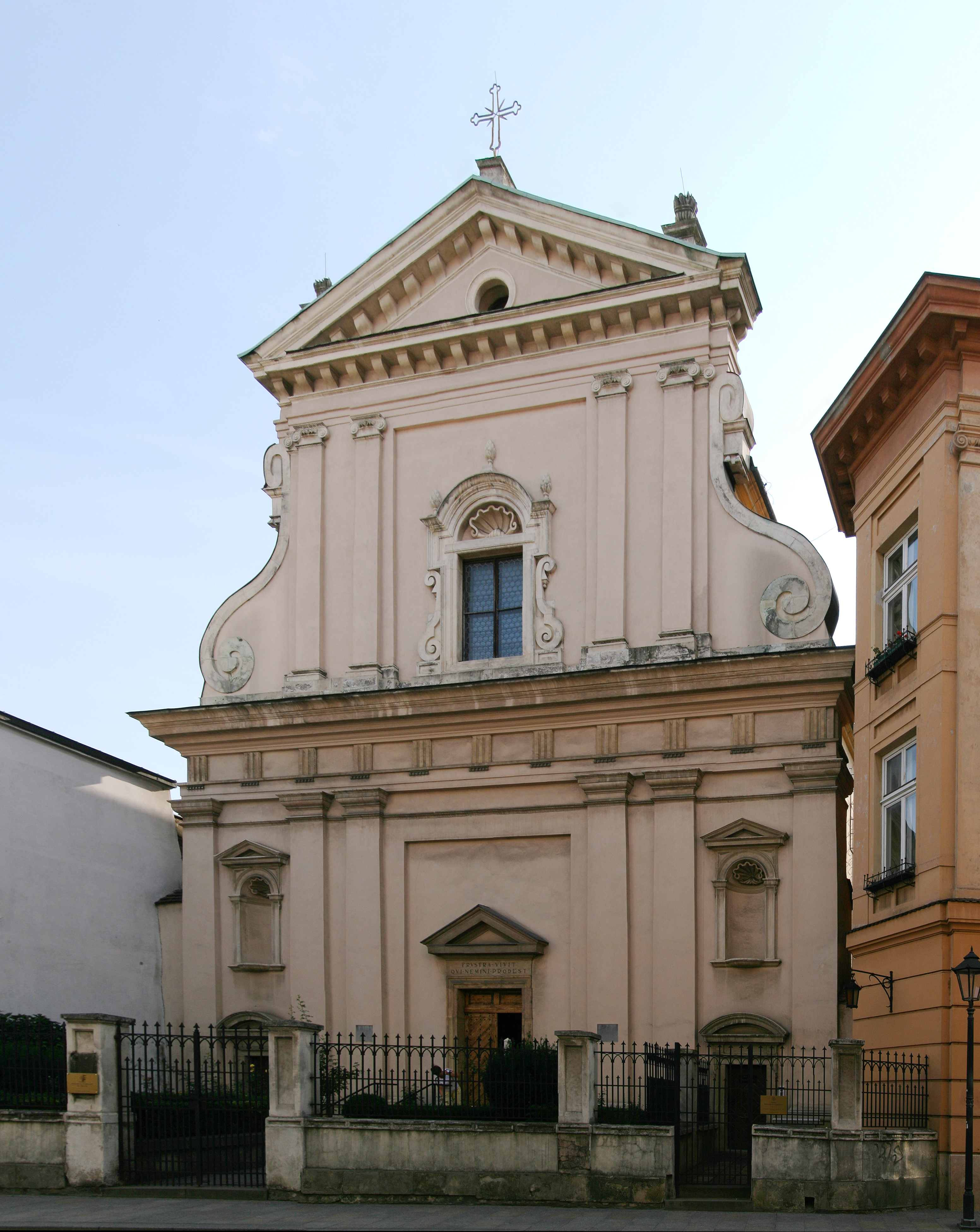
Костел святого Мартина, 1638–1644, Краків

Походить із Тессінського кантону, Італійська Швейцарія, Лугано. Приблизно з 1595 року працював у Кракові. У замку Вавель перебудував у мармурі Королівські (Сенаторські) сходи, 1595 р.
Був залучений до будівництва першого барокового костелу в Кракові — Апостолів Петра і Павла для єзуїтів. До створння першого проєкту мав стосунок Джованні де Россі (Giovanni de Rossi), а будувати розпочав архітектор Джузеппе Бриціо, який устиг створити лише підмурки. Костел будував архітектор-єзуїт Джованні Марія Бернардоні. По смерті Бернардоні в жовтні 1605 року розкішний проєкт західного фасаду створив саме Джованні Баттіста Тревано.
З 1613 року — королівський архітектор. Брав участь у перебудовах Королівського палацу в місті Лодзь, у велетенській перебудові Королівського замку у Варшаві (у команді архітекторів).
Серед світських споруд архітектора — Кам'яниця Краузе, готичну архітектуру якої перебудував у новій стилістиці (нині — Музей історії Кракова).
Не збережено відомостей про перебудови палацу єпископа (місто Кельці), але традиція пов'язує роботи в палаці з творчістю Джованні Баттісти Тревано.

## Вибрані твори
- Палац єпископа, місто Кельці

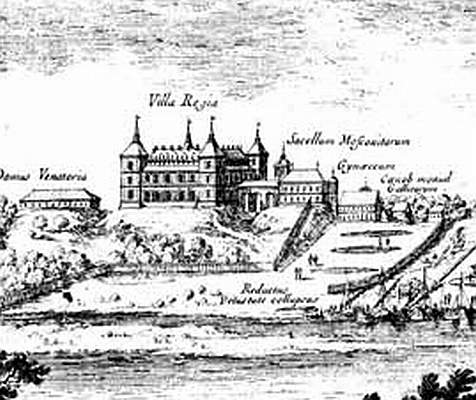
Казимирівський палац 1656, Варшава

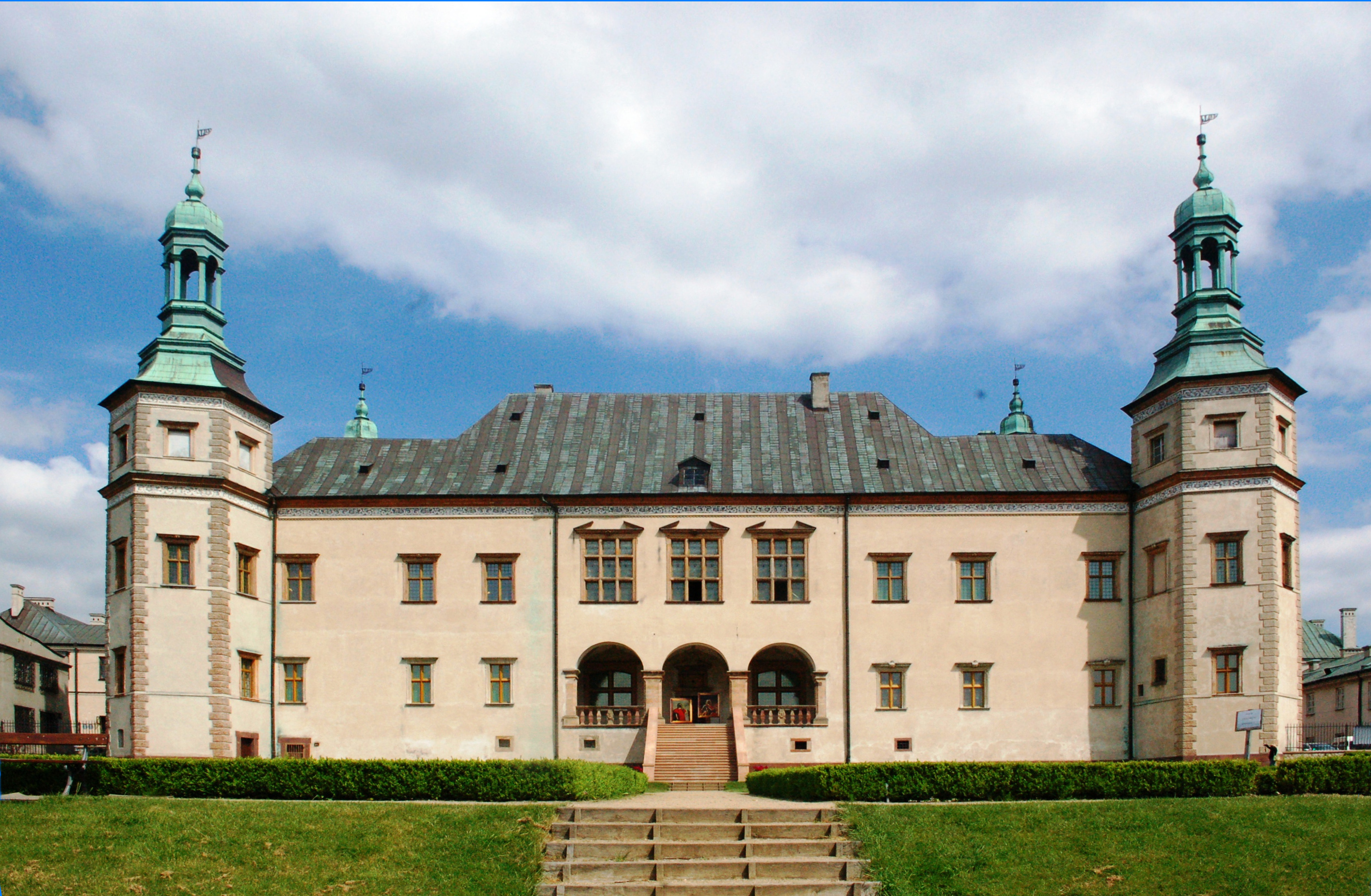
Палац єпископа, місто Кельці, парковий фасад.

- Королівські (Сенаторські) сходи замку Вавель, мармур, 1595 рік
- Королівський палац, Лодзь, перебудови.
- Королівський замок у Варшаві (у групі архітекторів)
- Казимирівський палац, Варшава (надзвичайно перебудований у стилі класицизму)
- Костел Апостолів Петра і Павла, Краків, 1597—1619 рр., (проєкт західного фасаду)
- Будинок Краузе (Kamienica Krauzowska, нині — Музей історії Кракова), перебудови 1611 року
- Каплиця в соборі святого Вацлава, 1626—1629, Вавель
- Костел святого Мартина, 1638—1644, Краків
- Синагога Ісаака, 1638—1644, Краків